# Grand Prix de Voleibol de 2007
O Grand Prix de Voleibol de 2007 foi a 15ª edição do torneio feminino anual de voleibol organizado pela Federação Internacional FIVB entre 3 e 26 de agosto.
Considerado a versão feminina da Liga Mundial de Voleibol, o Grand Prix contou com a pariticipação de 12 equipes. A fase final do torneio realizou-se em Ningbo na China.
A equipe dos Países Baixos somou mais pontos na fase final e conquistou o primeiro título nesta competição, a China ficou com a medalha de prata e a Itália conquistou a medalha de bronze.

## Equipes participantes
As equipes européias classificaram-se através do Torneio Classificatório disputado em Varna, na Bulgária em setembro e outubro de 2006. A V Copa Pan-americana disputada em San Juan, Porto Rico, em junho e julho definiu as quatro equipes americanas e os times asiáticos mais bem colocados no ranking internacional representam o continente no Grand Prix 2007.
| Europa (CEV)                                | América (NORCECA/CSV)                                   | Ásia (AVC)                                   |
| ------------------------------------------- | ------------------------------------------------------- | -------------------------------------------- |
| Rússia · Países Baixos · Itália · Polônia · | Brasil · Cuba · República Dominicana · Estados Unidos · | China · Japão · Taipé Chinês · Cazaquistão · |

## Calendário
| Data                               | Local/Equipes                                                  | Local/Equipes                                                     | Local/Equipes                                                    |
| ---------------------------------- | -------------------------------------------------------------- | ----------------------------------------------------------------- | ---------------------------------------------------------------- |
| Primeira semana: 3-5 de agosto     | Grupo A · Tóquio Japão · Cuba · Rep. Dominicana · Cazaquistão  | Grupo B · Verona Itália · Brasil · Países Baixos · Taipé Chinês   | Grupo C · Rzeszow Polônia · Rússia · Estados Unidos · China ·    |
| Segunda semana: 10-12 de agosto    | Grupo D · Tóquio Japão · Brasil · Países Baixos · Taipé Chinês | Grupo E · Khabarovsk Rússia · Cuba · Estados Unidos · Cazaquistão | Grupo F · Hong Kong Itália · China · Rep. Dominicana · Polônia · |
| Terceira semana: 17-19 de agosto   | Grupo G · Osaka Japão · Rússia · Polônia · Cazaquistão         | Grupo H · Taipei Taipé Chinês · Brasil · Rep. Dominicana · Itália | Grupo I · Macau Cuba · China · Países Baixos · Estados Unidos ·  |
| Fase final: 22-26 de agosto Ningbo |                                                                |                                                                   |                                                                  |

## Primeira fase
Na primeira fase as doze equipes disputam nove partidas em três semanas dividas em grupos de quatro equipes cada. As cinco equipes mais bem colocadas na classificação geral garantem-se na fase final. A China também tem uma vaga na fase final por sediar o evento, totalizando seis equipes classificadas.

### Classificação geral
| Pos | Equipe               | Pts | J | V | D | PP  | PC  | PA    | SP | SC | SA    |
| --- | -------------------- | --- | - | - | - | --- | --- | ----- | -- | -- | ----- |
| 1   | Brasil               | 17  | 9 | 8 | 1 | 728 | 550 | 1,324 | 25 | 5  | 5,000 |
| 2   | Itália               | 16  | 9 | 7 | 2 | 774 | 682 | 1,135 | 24 | 10 | 2,400 |
| 3   | Rússia               | 16  | 9 | 7 | 2 | 788 | 740 | 1,065 | 21 | 14 | 1,500 |
| 4   | Polônia              | 15  | 9 | 6 | 3 | 790 | 758 | 1,042 | 22 | 14 | 1,571 |
| 5   | Países Baixos        | 15  | 9 | 6 | 3 | 731 | 705 | 1,037 | 18 | 15 | 1,200 |
| 6   | Cuba                 | 14  | 9 | 5 | 4 | 823 | 777 | 1,059 | 21 | 15 | 1,400 |
| 7   | Estados Unidos       | 14  | 9 | 5 | 4 | 784 | 784 | 1,000 | 18 | 18 | 1,000 |
| 8   | China                | 13  | 9 | 4 | 5 | 816 | 777 | 1,050 | 20 | 17 | 1,176 |
| 9   | Japão                | 13  | 9 | 4 | 5 | 719 | 702 | 1,024 | 18 | 15 | 1,200 |
| 10  | Cazaquistão          | 10  | 9 | 1 | 8 | 681 | 781 | 0,872 | 7  | 26 | 0,269 |
| 11  | República Dominicana | 10  | 9 | 1 | 8 | 574 | 713 | 0,805 | 6  | 24 | 0,250 |
| 12  | Taipé Chinês         | 9   | 9 | 0 | 9 | 436 | 675 | 0,646 | 0  | 27 | 0,000 |

PTS - pontos, J - jogos, V - vitórias, D - derrotas, PP - pontos pró, PC - pontos contra, PA - pontos average, SP - sets pró, SC - sets contra, SA - sets average
|  |                            |
|  | Classificados a fase final |

### Grupo A (Tóquio)
| Pos | Equipe               | Pts | J | V | D | PP  | PC  | PA    | SP | SC | SA    |
| --- | -------------------- | --- | - | - | - | --- | --- | ----- | -- | -- | ----- |
| 1   | Cuba                 | 6   | 3 | 3 | 0 | 256 | 209 | 1,225 | 9  | 2  | 4,500 |
| 2   | Japão                | 5   | 3 | 2 | 1 | 251 | 222 | 1,131 | 8  | 3  | 2,667 |
| 3   | Cazaquistão          | 4   | 3 | 1 | 2 | 219 | 255 | 0,859 | 3  | 8  | 0,375 |
| 4   | República Dominicana | 3   | 3 | 0 | 3 | 217 | 257 | 0,844 | 2  | 9  | 0,222 |

| Data  | Jogo                 | Jogo | Jogo                 | Parciais | Parciais | Parciais | Parciais | Parciais |
| Data  | Jogo                 | Jogo | Jogo                 | 1        | 2        | 3        | 4        | 5        |
| ----- | -------------------- | ---- | -------------------- | -------- | -------- | -------- | -------- | -------- |
| 3 ago | Cuba                 | 3-0  | República Dominicana | 25-23    | 25-22    | 25-15    | -        | -        |
| 3 ago | Japão                | 3-0  | Cazaquistão          | 25-23    | 25-21    | 25-20    | -        | -        |
| 4 ago | Cuba                 | 3-0  | Cazaquistão          | 25-17    | 25-17    | 25-14    | -        | -        |
| 4 ago | Japão                | 3-0  | República Dominicana | 25-19    | 25-11    | 25-22    | -        | -        |
| 5 ago | República Dominicana | 2-3  | Cazaquistão          | 19-25    | 23-25    | 25-21    | 25-21    | 13-15    |
| 5 ago | Japão                | 2-3  | Cuba                 | 25-20    | 18-25    | 25-21    | 20-25    | 13-15    |

### Grupo B (Verona)
| Pos | Equipe        | Pts | J | V | D | PP  | PC  | PA    | SP | SC | SA    |
| --- | ------------- | --- | - | - | - | --- | --- | ----- | -- | -- | ----- |
| 1   | Brasil        | 6   | 3 | 3 | 0 | 264 | 188 | 1,404 | 9  | 2  | 4,500 |
| 2   | Itália        | 5   | 3 | 2 | 1 | 253 | 211 | 1,199 | 8  | 3  | 2,667 |
| 3   | Países Baixos | 4   | 3 | 1 | 2 | 175 | 198 | 0,884 | 3  | 6  | 0,500 |
| 4   | Taipé Chinês  | 3   | 3 | 0 | 3 | 130 | 255 | 0,578 | 0  | 9  | 0,000 |

| Data  | Jogo          | Jogo | Jogo          | Parciais | Parciais | Parciais | Parciais | Parciais |
| Data  | Jogo          | Jogo | Jogo          | 1        | 2        | 3        | 4        | 5        |
| ----- | ------------- | ---- | ------------- | -------- | -------- | -------- | -------- | -------- |
| 3 ago | Brasil        | 3-0  | Países Baixos | 25-20    | 25-12    | 25-12    | -        | -        |
| 3 ago | Itália        | 3-0  | Taipé Chinesa | 25-10    | 25-13    | 25-18    | -        | -        |
| 4 ago | Taipé Chinesa | 0-3  | Brasil        | 19-25    | 9-25     | 13-25    | -        | -        |
| 4 ago | Itália        | 3-0  | Países Baixos | 25-22    | 25-18    | 25-16    | -        | -        |
| 5 ago | Países Baixos | 3-0  | Taipé Chinesa | 25-16    | 25-19    | 25-13    | -        | -        |
| 5 ago | Itália        | 2-3  | Brasil        | 19-25    | 26-24    | 24-26    | 26-24    | 8-15     |

### Grupo C (Rzeszow)
| Pos | Equipe         | Pts | J | V | D | PP  | PC  | PA    | SP | SC | SA    |
| --- | -------------- | --- | - | - | - | --- | --- | ----- | -- | -- | ----- |
| 1   | Rússia         | 5   | 3 | 2 | 1 | 231 | 210 | 1,100 | 6  | 4  | 1,500 |
| 2   | Estados Unidos | 5   | 3 | 2 | 1 | 246 | 232 | 1,060 | 6  | 5  | 1,200 |
| 3   | China          | 5   | 3 | 2 | 1 | 276 | 271 | 1,018 | 7  | 5  | 1,400 |
| 4   | Polônia        | 3   | 3 | 0 | 3 | 252 | 292 | 0,863 | 4  | 9  | 0,444 |

| Data  | Jogo    | Jogo | Jogo           | Parciais | Parciais | Parciais | Parciais | Parciais |
| Data  | Jogo    | Jogo | Jogo           | 1        | 2        | 3        | 4        | 5        |
| ----- | ------- | ---- | -------------- | -------- | -------- | -------- | -------- | -------- |
| 3 ago | Rússia  | 3-1  | China          | 27-25    | 21-25    | 25-16    | 25-15    | -        |
| 3 ago | Polônia | 2-3  | Estados Unidos | 25-19    | 25-18    | 17-25    | 15-25    | 12-15    |
| 4 ago | Rússia  | 0-3  | Estados Unidos | 23-25    | 22-25    | 13-25    | -        | -        |
| 4 ago | Polônia | 2-3  | China          | 26-28    | 26-24    | 15-25    | 25-23    | 12-15    |
| 5 ago | China   | 3-0  | Estados Unidos | 25-21    | 30-28    | 25-20    | -        | -        |
| 5 ago | Polônia | 0-3  | Rússia         | 17-25    | 16-25    | 21-25    | -        | -        |

### Grupo D (Tóquio)
| Pos | Equipe        | Pts | J | V | D | PP  | PC  | PA    | SP | SC | SA    |
| --- | ------------- | --- | - | - | - | --- | --- | ----- | -- | -- | ----- |
| 1   | Brasil        | 6   | 3 | 3 | 0 | 226 | 167 | 1,353 | 9  | 0  | MAX.  |
| 2   | Países Baixos | 5   | 3 | 2 | 1 | 261 | 232 | 1,125 | 6  | 5  | 1,200 |
| 3   | Japão         | 4   | 3 | 1 | 2 | 226 | 232 | 0,974 | 5  | 6  | 0,833 |
| 4   | Taipé Chinês  | 3   | 3 | 0 | 3 | 143 | 225 | 0,636 | 0  | 9  | 0,000 |

| Data   | Jogo          | Jogo | Jogo          | Parciais | Parciais | Parciais | Parciais | Parciais |
| Data   | Jogo          | Jogo | Jogo          | 1        | 2        | 3        | 4        | 5        |
| ------ | ------------- | ---- | ------------- | -------- | -------- | -------- | -------- | -------- |
| 10 ago | Brasil        | 3-0  | Países Baixos | 25-23    | 25-23    | 26-24    | -        | -        |
| 10 ago | Japão         | 3-0  | Taipé Chinesa | 25-19    | 25-17    | 25-5     | -        | -        |
| 11 ago | Brasil        | 3-0  | Taipé Chinesa | 25-13    | 25-17    | 25-20    | -        | -        |
| 11 ago | Japão         | 2-3  | Países Baixos | 18-25    | 28-26    | 20-25    | 27-25    | 11-15    |
| 12 ago | Países Baixos | 3-0  | Taipé Chinesa | 25-12    | 25-21    | 25-19    | -        | -        |
| 12 ago | Japão         | 0-3  | Brasil        | 15-25    | 19-25    | 13-25    | -        | -        |

### Grupo E (Khabarovsk)
| Pos | Equipe         | Pts | J | V | D | PP  | PC  | PA    | SP | SC | SA    |
| --- | -------------- | --- | - | - | - | --- | --- | ----- | -- | -- | ----- |
| 1   | Rússia         | 6   | 3 | 3 | 0 | 293 | 270 | 1,085 | 9  | 4  | 2,250 |
| 2   | Estados Unidos | 5   | 3 | 2 | 1 | 290 | 284 | 1,021 | 8  | 5  | 1,600 |
| 3   | Cuba           | 4   | 3 | 1 | 2 | 271 | 270 | 1,004 | 6  | 6  | 1,000 |
| 4   | Cazaquistão    | 3   | 3 | 0 | 3 | 219 | 249 | 0,880 | 1  | 9  | 0,111 |

| Data   | Jogo           | Jogo | Jogo           | Parciais | Parciais | Parciais | Parciais | Parciais |
| Data   | Jogo           | Jogo | Jogo           | 1        | 2        | 3        | 4        | 5        |
| ------ | -------------- | ---- | -------------- | -------- | -------- | -------- | -------- | -------- |
| 10 ago | Cuba           | 1-3  | Estados Unidos | 19-25    | 22-25    | 25-21    | 22-25    | -        |
| 10 ago | Rússia         | 3-0  | Cazaquistão    | 25-16    | 25-22    | 28-26    | -        | -        |
| 11 ago | Cuba           | 3-0  | Cazaquistão    | 25-23    | 25-21    | 25-20    | -        | -        |
| 11 ago | Estados Unidos | 2-3  | Rússia         | 25-18    | 18-25    | 24-26    | 25-21    | 6-15     |
| 12 ago | Estados Unidos | 3-1  | Cazaquistão    | 25-21    | 20-25    | 25-21    | 26-24    | -        |
| 12 ago | Rússia         | 3-2  | Cuba           | 25-23    | 25-23    | 24-26    | 21-25    | 15-11    |

### Grupo F (Hong Kong)
| Pos | Equipe               | Pts | J | V | D | PP  | PC  | PA    | SP | SC | SA    |
| --- | -------------------- | --- | - | - | - | --- | --- | ----- | -- | -- | ----- |
| 1   | Polônia              | 6   | 3 | 3 | 0 | 269 | 233 | 1,155 | 9  | 3  | 3,000 |
| 2   | Itália               | 5   | 3 | 2 | 1 | 258 | 244 | 1,057 | 7  | 5  | 1,400 |
| 3   | China                | 4   | 3 | 1 | 2 | 275 | 243 | 1,132 | 7  | 6  | 1,167 |
| 4   | República Dominicana | 3   | 3 | 0 | 3 | 143 | 225 | 0,636 | 0  | 9  | 0,000 |

| Data   | Jogo                 | Jogo | Jogo                 | Parciais | Parciais | Parciais | Parciais | Parciais |
| Data   | Jogo                 | Jogo | Jogo                 | 1        | 2        | 3        | 4        | 5        |
| ------ | -------------------- | ---- | -------------------- | -------- | -------- | -------- | -------- | -------- |
| 10 ago | Itália               | 1-3  | Polônia              | 24-26    | 25-16    | 18-25    | 17-25    | -        |
| 10 ago | China                | 3-0  | República Dominicana | 25-16    | 25-12    | 25-14    | -        | -        |
| 11 ago | Itália               | 3-0  | República Dominicana | 25-16    | 25-18    | 25-15    | -        | -        |
| 11 ago | China                | 2-3  | Polônia              | 25-16    | 25-21    | 21-25    | 16-25    | 10-15    |
| 12 ago | República Dominicana | 0-3  | Polônia              | 16-25    | 17-25    | 19-25    | -        | -        |
| 12 ago | China                | 2-3  | Itália               | 21-25    | 25-20    | 25-14    | 20-25    | 12-15    |

### Grupo G (Osaka)
| Pos | Equipe      | Pts | J | V | D | PP  | PC  | PA    | SP | SC | SA    |
| --- | ----------- | --- | - | - | - | --- | --- | ----- | -- | -- | ----- |
| 1   | Polônia     | 6   | 3 | 3 | 0 | 269 | 233 | 1,155 | 9  | 2  | 4,500 |
| 2   | Rússia      | 5   | 3 | 2 | 1 | 264 | 260 | 1,015 | 6  | 6  | 1,000 |
| 3   | Japão       | 4   | 3 | 1 | 2 | 242 | 248 | 0,976 | 5  | 6  | 0,833 |
| 4   | Cazaquistão | 3   | 3 | 0 | 3 | 243 | 277 | 0,877 | 3  | 9  | 0,333 |

| Data   | Jogo        | Jogo | Jogo        | Parciais | Parciais | Parciais | Parciais | Parciais |
| Data   | Jogo        | Jogo | Jogo        | 1        | 2        | 3        | 4        | 5        |
| ------ | ----------- | ---- | ----------- | -------- | -------- | -------- | -------- | -------- |
| 17 ago | Polônia     | 3-0  | Rússia      | 25-21    | 25-19    | 28-26    | -        | -        |
| 17 ago | Japão       | 3-0  | Cazaquistão | 25-20    | 25-22    | 25-19    | -        | -        |
| 18 ago | Cazaquistão | 2-3  | Rússia      | 14-25    | 25-14    | 23-25    | 25-23    | 10-15    |
| 18 ago | Japão       | 1-3  | Polônia     | 20-25    | 25-16    | 23-25    | 14-25    | -        |
| 19 ago | Cazaquistão | 1-3  | Polônia     | 27-25    | 20-25    | 23-25    | 15-25    | -        |
| 19 ago | Japão       | 1-3  | Rússia      | 25-21    | 23-25    | 18-25    | 19-25    | -        |

### Grupo H (Taipei)
| Pos | Equipe               | Pts | J | V | D | PP  | PC  | PA    | SP | SC | SA    |
| --- | -------------------- | --- | - | - | - | --- | --- | ----- | -- | -- | ----- |
| 1   | Itália               | 6   | 3 | 3 | 0 | 263 | 227 | 1,159 | 9  | 2  | 4,500 |
| 2   | Brasil               | 5   | 3 | 2 | 1 | 238 | 195 | 1,221 | 7  | 3  | 2,333 |
| 3   | República Dominicana | 4   | 3 | 1 | 2 | 214 | 231 | 0,926 | 4  | 6  | 0,667 |
| 4   | Taipé Chinês         | 3   | 3 | 0 | 3 | 163 | 225 | 0,724 | 0  | 9  | 0,000 |

| Data   | Jogo          | Jogo | Jogo                 | Parciais | Parciais | Parciais | Parciais | Parciais |
| Data   | Jogo          | Jogo | Jogo                 | 1        | 2        | 3        | 4        | 5        |
| ------ | ------------- | ---- | -------------------- | -------- | -------- | -------- | -------- | -------- |
| 17 ago | Brasil        | 3-0  | República Dominicana | 25-22    | 25-19    | 25-17    | -        | -        |
| 17 ago | Taipé Chinesa | 0-3  | Itália               | 20-25    | 17-25    | 21-25    | -        | -        |
| 18 ago | Itália        | 3-1  | República Dominicana | 25-21    | 25-19    | 23-25    | 25-16    | -        |
| 18 ago | Taipé Chinesa | 0-3  | Brasil               | 12-25    | 15-25    | 20-25    | -        | -        |
| 19 ago | Taipé Chinesa | 0-3  | República Dominicana | 16-25    | 20-25    | 22-25    | -        | -        |
| 19 ago | Itália        | 3-1  | Brasil               | 25-20    | 25-21    | 15-25    | 25-22    | -        |

### Grupo I (Macau)
| Pos | Equipe         | Pts | J | V | D | PP  | PC  | PA    | SP | SC | SA    |
| --- | -------------- | --- | - | - | - | --- | --- | ----- | -- | -- | ----- |
| 1   | Países Baixos  | 6   | 3 | 3 | 0 | 295 | 275 | 1,073 | 9  | 4  | 2,250 |
| 2   | China          | 4   | 3 | 1 | 2 | 265 | 263 | 1,008 | 6  | 6  | 1,000 |
| 3   | Cuba           | 4   | 3 | 1 | 2 | 296 | 298 | 0,993 | 6  | 7  | 0,857 |
| 4   | Estados Unidos | 4   | 3 | 1 | 2 | 248 | 268 | 0,925 | 4  | 8  | 0,500 |

| Data   | Jogo           | Jogo | Jogo           | Parciais | Parciais | Parciais | Parciais | Parciais |
| Data   | Jogo           | Jogo | Jogo           | 1        | 2        | 3        | 4        | 5        |
| ------ | -------------- | ---- | -------------- | -------- | -------- | -------- | -------- | -------- |
| 17 ago | Cuba           | 1-3  | Países Baixos  | 25-27    | 27-25    | 18-25    | 20-25    | -        |
| 17 ago | China          | 3-0  | Estados Unidos | 25-18    | 25-17    | 25-22    | -        | -        |
| 18 ago | Cuba           | 2-3  | Estados Unidos | 25-18    | 21-25    | 23-25    | 25-22    | 13-15    |
| 18 ago | China          | 2-3  | Países Baixos  | 23-25    | 25-19    | 25-23    | 14-25    | 12-15    |
| 19 ago | Estados Unidos | 1-3  | Países Baixos  | 18-25    | 23-25    | 25-11    | 20-25    | -        |
| 19 ago | China          | 1-3  | Cuba           | 24-26    | 25-23    | 22-25    | 20-25    | -        |

## Fase final
A fase final do Grand Prix 2007 foi disputado na cidade chinesa de Ningbo entre os dias 22 e 26 de agosto. As donas da casa mais as cinco equipes classificadas da fase anterior enfrentam-se num grupo único, conquistando o título a que somar o maior número de pontos ao final das cinco partidas.

### Classificação da fase final
| Pos | Equipe        | Pts | J | V | D | PP  | PC  | PA    | SP | SC | SA    |
| --- | ------------- | --- | - | - | - | --- | --- | ----- | -- | -- | ----- |
| 1   | Países Baixos | 10  | 5 | 5 | 0 | 503 | 454 | 1,108 | 15 | 7  | 2,143 |
| 2   | China         | 9   | 5 | 4 | 1 | 476 | 438 | 1,087 | 14 | 7  | 2,000 |
| 3   | Itália        | 7   | 5 | 2 | 3 | 448 | 446 | 1,004 | 9  | 11 | 0,818 |
| 4   | Rússia        | 7   | 5 | 2 | 3 | 411 | 434 | 0,947 | 9  | 11 | 0,818 |
| 5   | Brasil        | 6   | 5 | 1 | 4 | 412 | 434 | 0,949 | 8  | 12 | 0,667 |
| 6   | Polônia       | 6   | 5 | 1 | 4 | 348 | 392 | 0,888 | 5  | 12 | 0,417 |

PTS - pontos, J - jogos, V - vitórias, D - derrotas, PP - pontos pró, PC - pontos contra, PA - pontos average, SP - sets pró, SC - sets contra, SA - sets average
| Data   | Jogo          | Jogo | Jogo          | Parciais | Parciais | Parciais | Parciais | Parciais |
| Data   | Jogo          | Jogo | Jogo          | 1        | 2        | 3        | 4        | 5        |
| ------ | ------------- | ---- | ------------- | -------- | -------- | -------- | -------- | -------- |
| 22 ago | Brasil        | 3-0  | Polônia       | 25-21    | 25-21    | 25-17    | -        | -        |
| 22 ago | Itália        | 3-1  | Rússia        | 25-18    | 25-17    | 23-25    | 25-17    | -        |
| 22 ago | China         | 2-3  | Países Baixos | 26-28    | 24-26    | 25-23    | 25-23    | 8-15     |
| 23 ago | Rússia        | 3-2  | Brasil        | 25-16    | 15-25    | 19-25    | 25-17    | 15-13    |
| 23 ago | Itália        | 1-3  | Países Baixos | 24-26    | 25-22    | 25-27    | 16-25    | -        |
| 23 ago | Polônia       | 2-3  | China         | 25-21    | 15-25    | 16-25    | 25-22    | 9-15     |
| 24 ago | Brasil        | 2-3  | Países Baixos | 25-19    | 19-25    | 23-25    | 25-23    | 8-15     |
| 24 ago | Rússia        | 3-0  | Polônia       | 25-11    | 25-22    | 26-24    | -        | -        |
| 24 ago | Itália        | 2-3  | China         | 23-25    | 25-19    | 22-25    | 26-24    | 12-15    |
| 25 ago | Países Baixos | 3-0  | Polônia       | 25-22    | 25-22    | 25-23    | -        | -        |
| 25 ago | China         | 3-0  | Rússia        | 25-23    | 27-25    | 25-22    | -        | -        |
| 25 ago | Brasil        | 1-3  | Itália        | 22-25    | 25-19    | 18-25    | 21-25    | -        |
| 26 ago | Países Baixos | 3-2  | Rússia        | 21-25    | 25-18    | 25-13    | 20-25    | 15-8     |
| 26 ago | Polônia       | 3-0  | Itália        | 25-21    | 25-18    | 25-19    | -        | -        |
| 26 ago | China         | 3-0  | Brasil        | 25-21    | 25-21    | 25-13    | -        | -        |

## Classificação final
| 1 | 2 | 3 |
| Países Baixos Kim Staelens · Suzanne Freriks · Francien Huurman · Chaïne Staelens · Sanna Visser · Mirjam Orsel · Elke Wijnhoven · Alice Blom · Floortje Meijners · Janneke van Tienen · Caroline Wensink · Manon Flier · Judith Pietersen · Riëtte Fledderus · Ingrid Visser · Debby Stam · Carlijn Jans · Susan van den Heuvel · Nikki Hoevenaars | China Yimei Wang · Xu Han · Hao Yang · Yanan Liu · Qiuyue Wei · Yunli Xu · Suhong Zhou · Ming Xue · Yuehong Zhang · Xiaoqing Sun · Juan Li · Nina Song · Xian Zhang · Na Zhang · Yunwen Ma | Itália Simona Gioli · Valentina Arrighetti · Paola Croce · Sandra Vitez · Sara Anzanello · Valentina Fiorin · Martina Guiggi · Jenny Barazza · Manuela Secolo · Stefania Dall'Igna · Serena Ortolani · Taismary Aguero · Francesca Ferretti · Eleonora Lo Bianco · Antonella del Core · Federica Stufi · Giulia Rondon · Monica de Gennaro · Greta Cicolari |

| 4  | Rússia               |
| 5  | Brasil               |
| 6  | Polônia              |
| 7  | Cuba                 |
| 8  | Estados Unidos       |
| 9  | Japão                |
| 10 | Cazaquistão          |
| 11 | República Dominicana |
| 12 | Taipé Chinês         |

## Prêmios individuais
| MVP (Most Valuable Player) | Manon Flier          | Países Baixos |
| Melhor atacante            | Taismary Aguero      | Itália        |
| Melhor bloqueio            | Eleonora Dziekiewicz | Polónia       |
| Melhor saque               | Yang Hao             | China         |
| Melhor líbero              | Zhang Xian           | China         |
| Melhor levantadora         | Wei Qiuyue           | China         |
| Maior pontuadora           | Taismary Aguero      | Itália        |